# Steve Komphela
 (avril 2015).
Si vous disposez d'ouvrages ou d'articles de référence ou si vous connaissez des sites web de qualité traitant du thème abordé ici, merci de compléter l'article en donnant les références utiles à sa vérifiabilité et en les liant à la section « Notes et références ».
Steve Komphela (né le 24 mai 1967 à Kroonstad) est un joueur de football sud-africain qui est maintenant l'entraîneur de l'équipe nationale  sud-africaine des moins de 23 ans.
Il est également un professeur d'anglais
. 
Il est devenu une célébrité de la télévision en Turquie tout en jouant en Super League turque.

## Parcours d'entraineur
- nov. 2008-2009 :  Free State Stars FC
- 2009-2010 :  Platinum Stars FC
- oct. 2010-2012 :  Free State Stars FC
- juin 2012 :  Afrique du Sud
- oct. 2013-nov. 2013 : Free State Stars FC
- jan. 2014-2015 :  Maritzburg United FC
- 2015-avr. 2018 :  Kaizer Chiefs FC
- 2018-déc. 2018 :  Bloemfontein Celtic FC
- déc. 2018-oct. 2020 :  Lamontville Golden Arrows FC
- oct. 2020- oct. 2022 :  Mamelodi Sundowns FC
- juil. 2023-fév. 2024 :  Moroka Swallows FC
- mars 2024-juil. 2024 :  Lamontville Golden Arrows FC